# ガーヒング・バイ・ミュンヘン
ガーヒング・バイ・ミュンヒェン（Garching bei München）はミュンヘン市の北にあるバイエルン州の都市である。1990年9月14日に都市となった。市内にミュンヘン工科大学のガーヒングキャンパスを構える大学都市であり、多くの研究所がある。1997年11月21日に市議会がガルヒンク市を大学の街と称した。
他のミュンヘン周辺の都市と同様に、比較的安全な街である。
第二次世界大戦以前は数百人程度が暮らす村だった。戦後の住民数の大きな増加は、ガルヒンク＝ホフブリュック地区への産業企業の誘致など旧東ドイツ地域からの企業誘致によるものである。また、産業施設の増加、ミュンヘン工科大学をはじめとする各研究機関の存在により現在は10,000人以上の従業員、生徒が暮らしている。

## 地理
南に州都であるミュンヘン、北はフライジング郡に属するエヒング、西にはオーバーシュライスハイム、そして東にはイーザル川に沿いイスマニングと接している。
街は北緯48度15分 東経11度39分 / 北緯48.250度 東経11.650度に位置し、イーザル川に近く、アウトバーンのA9線が通じている。

## 交通
1995年にミュンヘン地下鉄（U6線）がガーヒング＝ホーホブリュック駅まで延長、2006年10月14日、地下鉄は更に延長され、ガーヒング駅と ガーヒング＝フォァシュングスツェントルム駅の2駅が新設された。

## 大学および研究機関
- ミュンヘン工科大学 （TUM）
  - 物理学
  - 半導体物理学や工学
  - 化学
  - 機械工学
  - 数学
  - コンピュータサイエンス
- マックス・プランク研究所
  - 天体物理学（MPA）
  - 地球外物理学 （MPE）
  - プラズマ物理学 （IPP）
  - 量子光学 （MPQ）
- ルートヴィヒ・マクシミリアン大学の一部物理学科
- ヨーロッパ南天天文台本部 （ESO）
- 食品化学連邦研究所（DFA）
- ウォルター・マイスナー研究所（WMI） BAdW （低温物理学）
- バイエルン応用エネルギー研究センター（ZAE）
- 原子炉安全性研究所
- ゼネラル・エレクトリックグローバルリサーチセンター
- ライプニッツ計算センター BAdW
- BMW研究センター